# Luis Collado de Lebrija
Luis Collado de Lebrija (Lebrija, ... – ...; fl. 1586-1592) è stato un ingegnere militare spagnolo.

## Biografia
Fu ingegnere e ufficiale dell'esercito spagnolo di stanza in Italia durante il regno di Carlo V d'Asburgo. 
Divenne "ingeniero del Real Ejército de Lombardia y Piemonte".
La prima edizione della Plática manual de artillería è del 1586, pubblicata anche in italiano.
Seguendo le teorie esposte da Niccolò Tartaglia nella parte dedicata alla balistica scompose la traiettoria dei proiettili in tre parti.

## Opere

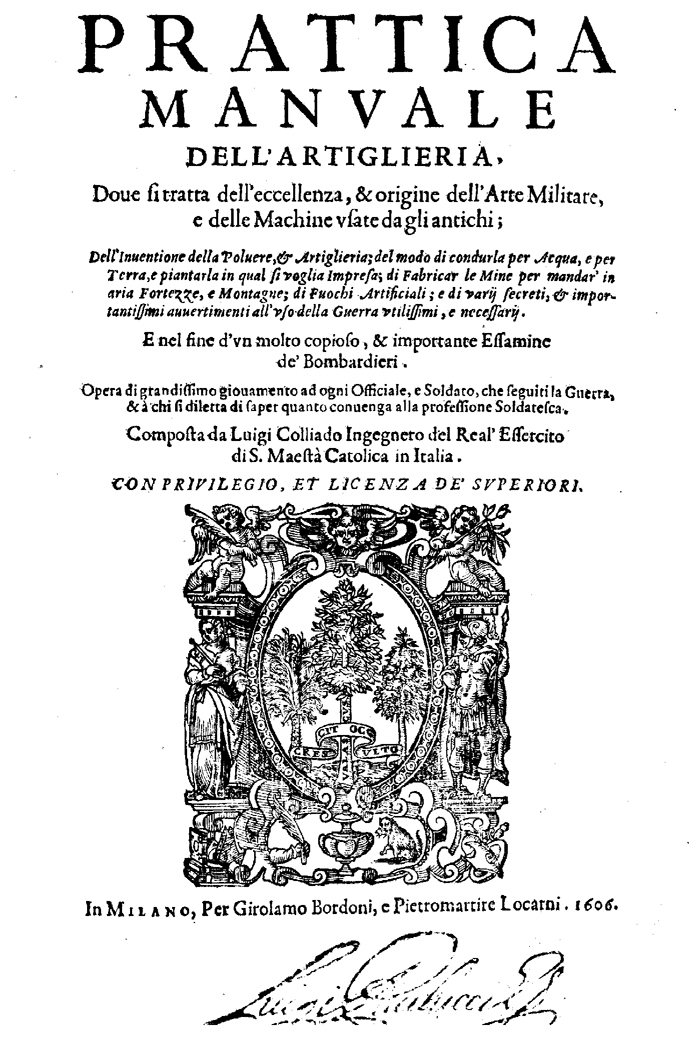
Prattica manuale dell'artiglieria, Milano, 1606

- Pratica manuale di arteglieria, Pietro Dusinelli, Venezia, 1586.
- Prattica manuale dell'artiglieria, Milano, Girolamo Bordone & Pietro Martire Locarni, 1606.